# Мурзанаево (Параньгинский район)
 Мурзанаево  — деревня в Параньгинском районе Республики Марий Эл. Входит в состав Усолинского сельского поселения.

## География
Находится в восточной части республики Марий Эл на расстоянии приблизительно 9 км по прямой на запад-северо-запад от районного центра посёлка Параньга.

## История
Известна с 1762 года как деревня новокрещёных марийцев. В 1791 году отмечено в ней 6 дворов. В 1836 году здесь было 18 дворов, 127 человек, в 1859 году — 23 двора, 184 человека, в 1884 45 и 265, в 1905 52 и 354 (все мари), в 1925 53 и 235, в 1942 году 69 и 253. В 2003 году отмечено 86 дворов. В советское время работали колхозы «У корно», им. Ленина, «Маяк», позднее ООО «Мурзанаево» и ЗАО "Агрофирма «Параньгинская».

## Население
Население составляло 279 человек (мари 84 %) в 2002 году, 294 в 2010.